# Friedrich Kollarz
Friedrich Kollarz (5. února 1876 Braunau am Inn – 24. února 1934 Vídeň) byl rakouský důstojník a politik.

## Život
Friedrich Kollarz – jeho rodiště bývá nesprávně uváděno ve Vídni – absolvoval v mládí kadetní školu, kterou ukončil v roce 1897. Poté byl přidělen ke 102. pěchotnímu pluku, ve kterém sloužil až do první světové války. Již v roce 1898 byl povýšen na poručíka v roce 1912 byl jmenován kapitánem.
V dubnu 1917 přešel k letectvu, ve kterém dosáhl o rok později povýšení na majora. Ke konci války pak také působil jako velitel dělostřelectva. Po válce se stal Kollarz příslušníkem armády nově vzniklé Rakouské republiky, avšak v roce 1920 z vojenské služby odchází s hodností podplukovníka.
V roce 1920 byl zvolen do rakouského parlamentu za Velkoněmeckou lidovou stranu (Großdeutsche Volkspartei – GDVP), na její kandidátce byl veden jako nestraník. Svůj mandát držel do roku 1923, kdy poté odešel do důchodu.
Kollarz se zasadil o to, aby vysloužilí profesionální rakouští vojáci dostávali od státu po ukončení své služby pravidelnou rentu. V roce 1918 byl jedním ze zakladatelů Evropského hospodářského sdružení, jehož prezidentem se stal v roce 1923. V roce 1920 byl také jedním z iniciátorů založení rakouských vojenských novin určených pro vojáky a veterány.